# Musique des îles Salomon
La musique des îles Salomon est connue internationalement depuis bien avant l'indépendance du pays, qui s'est faite du Royaume-Uni en 1978. Elle s'inscrit dans l'aire culturelle mélanésienne, en Océanie.

## Musique traditionnelle

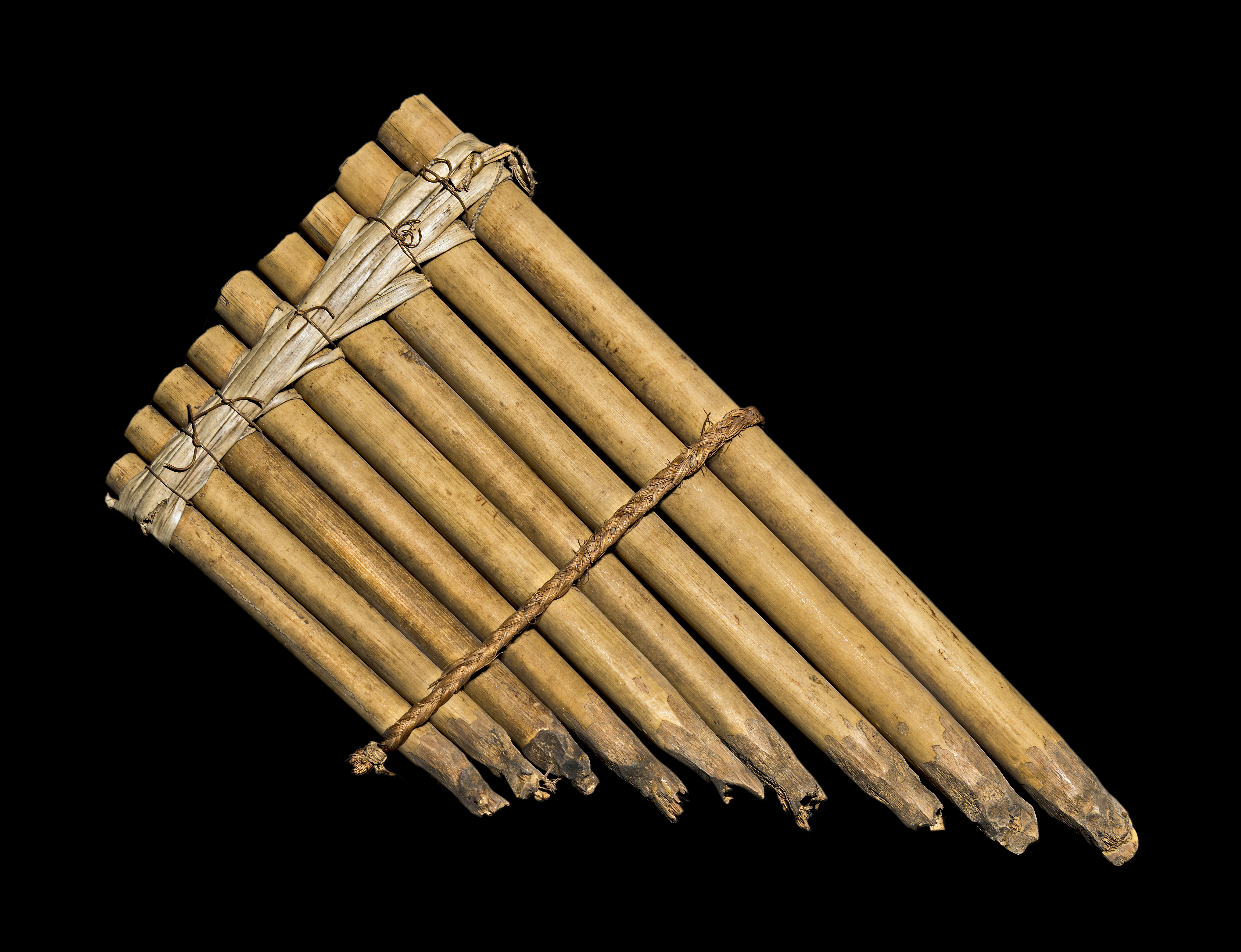
Une flûte de pan, XIXe siècle, MHNT.

La musique mélanésienne traditionnelle des Îles Salomon comprend à la fois des chants de groupe et des solos, des ensembles de tambours à fente et de flûtes de pan. Les orchestres de flûtes de pan, bien connus à Malaita et Guadalcanal, emploient jusqu'à dix interprètes avec des instruments différents, chacun avec des accords uniques.

## Musique populaire
Dans les années 1920, la musique de bambou gagne du terrain dans plusieurs pays. La musique de bambou consiste à frapper des tubes de bambou ouverts et de différentes tailles, à l'origine avec des coques de noix de coco. Après que les soldats américains aient apporté leurs sandales aux îles Salomon, celles-ci remplacent les coques de noix de coco au début des années 1960, au moment même où la musique commence à se répandre en Papouasie-Nouvelle-Guinée.
Dans les années 1950, Edwin Nanau Sitori compose la chanson « Walkabout long Chinatown », qui va devenir populaire dans toute l'Océanie et se voit qualifiée par le gouvernement de « chanson nationale » non officielle des îles Salomon.
La musique populaire moderne des îles Salomon comprend divers types de rock et de reggae, ainsi que ce qu'on appelle la musique des îles, un format d'ensemble de guitares et de ukulélés influencé par la musique polynésienne et chrétienne.
Le chant choral mélanésien traditionnel compose en grande partie la bande originale du film La ligne rouge (1998), qui a pour cadre la bataille de Guadalcanal.

### Rorogwela
En 1969/1970, l'ethnomusicologue Hugo Zemp enregistre un certain nombre de chansons locales qui sont publiées sur un disque vinyle en 1973, dans le cadre de la collection des Sources musicales de l'UNESCO. L'une des chansons, une berceuse nommée « Rorogwela », chantée par Afunakwa, une femme du nord de Malaita, est utilisée comme échantillon vocal dans le titre « Sweet Lullaby » de 1992 par le duo électronique français Deep Forest. Il devient un succès mondial et provoque une controverse sur ce qui est perçu comme le « pillage » du patrimoine musical autochtone par les musiciens occidentaux. En effet, même si le titre connaît le succès, Afunakwa n'avait pas été initialement créditée pour avoir chanté l'échantillon vocal. Deep Forest affirme qu'ils lui avaient demandé la permission d'utiliser sa voix sur leur single, mais il s'avèrera plus tard qu'elle n'avait jamais été consultée avant la création de la chanson[réf. nécessaire].
La mélodie de Rorogwela est également été utilisée dans « Pygmy Lullaby » de Jan Garbarek. Il l'a nommé ainsi parce qu'il pensait que la mélodie utilisée dans « Sweet Lullaby » de Deep Forest était africaine. Plus tard, lorsqu'il apprend que la mélodie provient en réalité des îles Salomon, il accepte de ne plus l'appeler « berceuse pygmée ». Par ailleurs, il n’a pas utilisé la piste vocale d’Afunakwa mais seulement la mélodie de la chanson[réf. nécessaire].
Les paroles de Rorogwela se traduisent par : Jeune frère, jeune frère, tais-toi Tu pleures, mais notre père nous a quittés Il est allé chez les morts Pour protéger les vivants, pour protéger l'enfant orphelin[réf. nécessaire].

## Institutions musicales
Il existe un festival de musique Wantok.

## Musiciens des îles Salomon
- Sharzy
- Dezine
- Jahboy
- 56 Hop Rod
- Rosie Delmah
- DMP
- Onetox
- Jah Roots
- Native Stonage
- T Cage
- Jambeat
- Sisiva
- Henzii
- Islestone
- Taine Gee
- Vania
- Saba
- Kumara Vibes
- Zabana Ambassadas
- Sean Rii
- Jaro Local
- Young Davie
- Joe Briz
- Bibao
- Reesa
- Ramo
- Tipa
- Elexter